# Щукорылые белокровки
Щукорылые белокровки, или ледяные рыбы (лат. Champsocephalus), — род лучепёрых рыб семейства белокровных рыб.

## Таксономия
Род Champsocephalus был впервые официально описан в 1862 году американским ихтиологом Теодором Николасом Гиллом, поскольку он считал, что его типовой вид, Chaenichthys esox, который был описан в 1861 году Альбертом Гюнтером, достаточно отличается, чтобы его можно было отнести к отдельному роду. Название рода представляет собой соединение слов champsos, что означает «крокодил», и cephalos, что означает «голова». Гилл не объяснил аллюзию, но считается, что это ссылка на сходство головы рыбы с головой крокодила.

## Виды
В состав рода включают два признанных вида:
- Champsocephalus esox (Günther, 1861) — щучья белокровка, или патагонская белокровка
- Champsocephalus gunnari Lönnberg, 1905 — ледяная рыба, или щуковидная белокровка

## Характеристики
У представителей рода нет рострального шипа на конце рыла. На жаберной крышке есть три расходящихся гребня, каждый из которых заканчивается шипом. Они имеют две боковые линии, верхнюю и среднюю, и у них нет костных пластинок. Основания первого и второго спинных плавников почти сплошные, хвостовой плавник выемчатый. Максимальная стандартная длина этих рыб составляет 33 см для C. esox и 66 см для C. gunnari.

## Распространение и среда обитания
Род обитает в Южном океане. Их можно встретить у берегов Южной Америки, Фолклендских островов, Южной Георгии, Антарктического полуострова, островов Кергелен, Херд и Буве. Это пелагические рыбы.

## Питание
Chamsocephalus являются хищниками и питаются крилем, мизидами и рыбой.

## Использование человеком
Chamsocephalus ловят тралами у берегов Южной Америки, Кергелена и Южной Георгии.